# 傑佛遜縣 (賓夕法尼亞州)
傑佛遜縣（英語：Jefferson County）是位於美国宾夕法尼亚州中部偏西的一個縣，面積1,701平方公里。根据美国人口普查局2020年统计，共有人口44,492人。县治布魯克維爾。該縣成立於1804年3月26日，縣名紀念第三任總統托马斯·杰斐逊。